# Peter Maag (handball)
Pour les articles homonymes, voir Peter Maag et Peter.
Peter Maag, né le 8 janvier 1953 est un joueur de handball suisse. Il participe à la compétition masculine lors des Jeux olympiques d'été de 1980 à Moscou.